# Delia, przedmiot najwyższej cnoty
Delia, przedmiot najwyższej cnoty (oryg. fr. Delie, object de plus haulte vertu) – zbiór poezji Maurice'a Scève'a, napisany w 1543.

## Treść
Jest to najstarszy francuski zbiór wierszy o tematyce miłosnej, połączonych przez osobę adresatki. Podmiot liryczny utworów relacjonuje w kolejnych wierszach swoje relacje z nieznaną z imienia, idealną kobietą, w której jest beznadziejnie zakochany. Początkowo Delia... ilustruje petrarkistowski model miłości – kochanek jest całkowicie skupiony na opiewaniu urody ukochanej kobiety, cierpi myśląc o niej i zarazem nie potrafi przestać tego robić, ma świadomość, że jego uczucie na zawsze pozostanie niespełnione, nie stara się nawet zbliżyć do obiektu swojej miłości. W kolejnych wierszach petrarkizm ustępuje jednak miejsca inspiracji neoplatońskiej – podmiot zaczyna traktować ukochaną kobietę jako istotę boską, doskonałą, która nie może przez to być obiektem miłości namiętnej. Za swój cel obiera dążenie do doskonałości, akceptując platoniczny charakter uczucia, podkreśla jego ponadczasowy charakter, twierdząc, że nawet po jego śmierci jego dusza będzie nadal kochać i cierpieć z tego powodu.
Istnieje teza, według której muzą Scève'a i adresatką wierszy Delii... była siedemnastoletnia córka bogatego kupca, Pernette du Guillet, którą uczył łaciny, lecz przypuszczenie to nie zostało nigdy jednoznacznie udowodnione. Scève, wielbiciel twórczości Petrarki, mógł napisać swój cykl adresując go do nieistniejącej, doskonałej kobiety. Według tej koncepcji tytuł cyklu miał być anagramem słowa idée (idea).

## Forma
Delia... wyróżnia się niezwykle staranną kompozycją, związaną z wizją poezji Maurice'a Scève'a, który używał w swoich utworach niezwykle skomplikowanego języka, wprowadzał anagramy, zaszyfrowane aluzje, interesował się również Kabałą i symboliką liczb. Całość składa się z 449 decym napisanych dziesięciozgłoskowcem, z czego pięć tworzy prolog, a pięć – epilog całości. Pozostałe decymy podzielone są na grupy, każda zawiera dziewięć takich wierszy.
Każdą grupę otwiera wiersz-emblemat, składający się z symbolicznej ryciny otoczonej przez motto utworu oraz samego wiersza. Delia... jest pierwszym chronologicznie przykładem utworu emblematycznego we francuskiej poezji renesansowej. Relacja ryciny względem treści wiersza różni się – w niektórych utworach wiersz stanowi antytezę emblematu i motta, w innych rozszerza zawartą w nich myśl, wreszcie rycina może być metaforyczną ilustracją treści utworu.
Scève posługuje się w utworze niezwykle hermetycznym językiem: stosuje rozbudowane metafory i aluzje do dzieł poetów starożytnych, posługuje się nietypowymi oksymoronami i antytezami, celowo komplikuje składnię zdań.